# Сухой Камелик
Сухой Камелик — река в России, протекает в Саратовской области.

## География и гидрология
Сухой Камелик левобережный приток реки Сестра (приток Большого Иргиза), её устье находится в 33 километрах от устья реки Сестра. Длина реки — 57 километров. Площадь водосборного бассейна — 427 км².

## Данные водного реестра
По данным государственного водного реестра России относится к Нижневолжскому бассейновому округу, водохозяйственный участок реки — Большой Иргиз от истока до Сулакского гидроузла. Речной бассейн реки — Волга от верхнего Куйбышевского водохранилища до впадения в Каспий.
Код объекта в государственном водном реестре — 11010001612112100009780.